# Tobolmenti járás

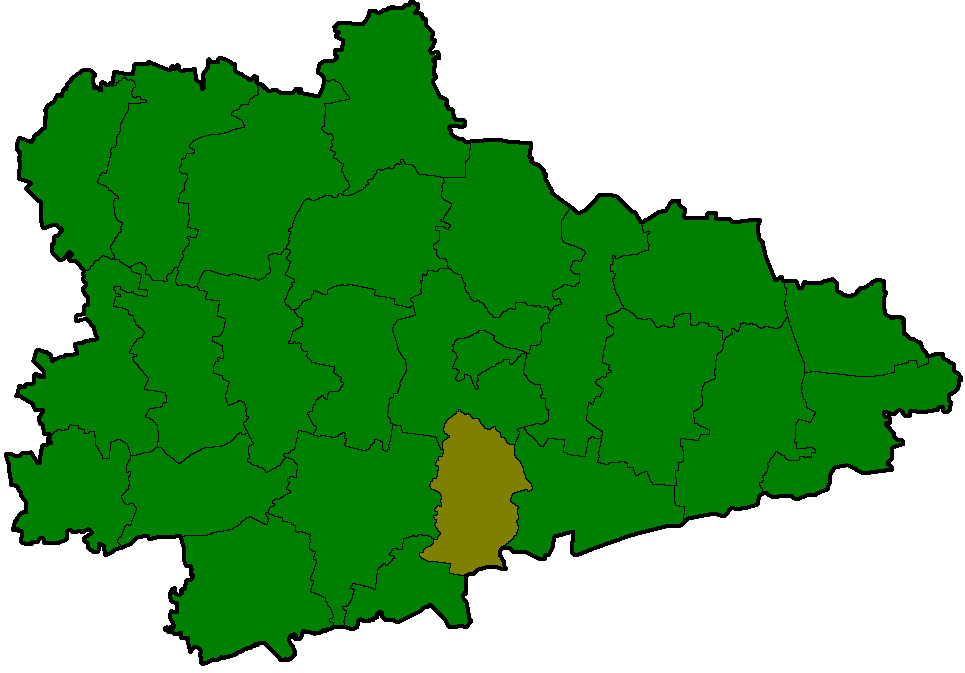
A Tobolmenti járás a Kurgani területen

A Tobolmenti járás (oroszul Притобольный район) Oroszország egyik járása a Kurgani területen. Székhelye Gljagyanszkoje.

## Népesség
- 1989-ben 26 638 lakosa volt.
- 2002-ben 17 596 lakosa volt.
- 2010-ben 14 592 lakosa volt, melyből 13 743 orosz, 361 kazah, 122 ukrán, 66 udmurt, 41 fehérorosz, 36 német, 31 tatár, 28 cigány, 21 moldáv, 14 baskír, 11 lezg, 11 mordvin stb.